# Деполаризација
У биологији, деполаризација је промена унутар ћелије током које иста пролази промену у дистрибуцији електричног набоја — резултујући с мање негативног набоја унутар ћелије. Деполаризација је есенцијална за функцију многих ћелија, комуникацију између ћелија, те свеукупну физиологију организма.
Већина ћелија у вишим организмима одржава унутрашње окружење које је негативно набијено релативно у односу на екстеријер ћелије. Ова разлика у набоју се зове ћелијин мембрански потенцијал. У процесу деполаризације, негативни унутрашњи набој ћелије привремено постаје више позитиван (мање негативан). Ова промена из негативног у више позитиван мембрански потенцијал јавља се током неколико процеса, укључујући акциони потенцијал. Током акционог потенцијала, деполаризација је толико велика да разлика потенцијала на мембрани ћелије кратко реверзује поларитет, тако да унутрашњост ћелије постаје позитивно набијена.
Промена у набоју типично се јавља услед инфлукса јона натријума у ћелију, иако може да буде посредована инфлуксом било које врсте катјона или ефлуксом било које врсте анјона. Супротан процес од деполаризације се зове хиперполаризација.
Употреба термина „деполаризација” у биологији разликује се од употребе истог у физици. У физици се односи на ситуације у којима било која форма поларитета мења своју вредност на вредност нуле (дословно значење речи).
Деполаризације се понекад назива „хипополаризација”.